# Gestreepte woltimalia
De gestreepte woltimalia (Ptilocichla mindanensis) is een vogelsoort uit de familie van de Pellorneidae. De soort komt alleen voor in de Filipijnen.

## Kenmerken
De gestreepte woltimalia is een timalia van gemiddelde grootte met een relatief korte staart. De mannetjes en vrouwtjes van de soort lijken sterk op elkaar. De vier ondersoorten verschillen enigszins in kleur. De bovenkant van de kop van ondersoort P. m. mindanensis is donkerbruin tot zwart met vage witte streepjes. De rest van de bovenzijde van de soort is donkerroodachtige bruin. De veren onderaan de rug en stuit zijn wat langer en hebben opvallende witte strepen in lengte richting. De plek achter de oren, wenkbrauwen en keel is wit, de wangen donkergrijs tot bruin. De zijkant van de keel en het midden van borst en buik is zwart-wit gestreept. De veren bij de flanken wat lange en donkeroodbruin tot wit aan het eind.
Het bovenste deel van de snavel is zwartbruin en het onderste deel grijs. De ogen zijn kastanjebruin en de poten bruin.
Deze soort wordt inclusief staart zo'n 16,0 centimeter met een vleugellengte van zo'n 7,3 cm. De mannetjes zijn wat groter dan de vrouwtjes.

## Verspreiding en leefgebied
De gestreepte woltimalia is een moeilijk waar te nemen vogelsoort ondanks dat het nogal luidruchtig is. Ze leven meestal op of dicht bij de bodem van primaire en secundaire bossen tot een hoogte van zo'n 1000 m. Een enkele keer komen ze ook wel hoger voor. Zo zijn ze ook op Mount Kitanglad op een hoogte van 1400 meter waargenomen.
De soort telt 4 ondersoorten:
- P. m. minuta: Leyte en Samar.
- P. m. fortichi: Bohol.
- P. m. mindanensis: Mindanao.
- P. m. basilanica: Basilan.

## Voortplanting
Exemplaren van de gestreepte woltimalia zijn met vergrote gonaden waargenomen in de maanden maart tot en met mei. Ook zijn er pas uitgevlogen jongen gezien in mei en in augustus. Op Bohol is eens een nest met 1 ei gevonden in April. Verdere gegevens over de voortplanting van deze soort in het wild zijn  niet bekend.